# Championnat d'Espagne de football 1947-1948
Navigation
Primera División 1946-47 Primera División 1948-49
Le championnat d'Espagne de football 1947-1948 est la 17e édition du championnat. La compétition est remportée par le CF Barcelone. Organisé par la Fédération espagnole de football, le championnat se dispute du 21 septembre 1947 au 11 avril 1948.
Le club barcelonais l'emporte avec trois points d'avance sur le tenant du titre, le Valence CF, et quatre sur l'Atlético Madrid. C'est le troisième titre des « Blaugranas » en championnat.
Le système de promotion/relégation est modifié : descente et montée automatique, sans matchs de barrage pour les deux derniers de première division et les deux premiers de deuxième division. En fin de saison, le promu, le CE Sabadell, et le Real Sporting de Gijón, sont relégués en deuxième division. Ils sont remplacés la saison suivante par le Real Valladolid et le Deportivo La Corogne.
L'attaquant espagnol Pahiño, du Celta Vigo, termine meilleur buteur du championnat avec 20 réalisations.

## Règlement de la compétition
Le championnat de Primera División est organisé par la Fédération espagnole de football, il se déroule du 21 septembre 1947 au 11 avril 1948.
Il se dispute en une poule unique de 14 équipes qui s'affrontent à deux reprises, une fois à domicile et une fois à l'extérieur. L'ordre des matchs est déterminé par un tirage au sort avant le début de la compétition.
Le classement final est établi en fonction des points gagnés par chaque équipe lors de chaque rencontre : deux points pour une victoire, un pour un match nul et aucun en cas de défaite. En cas d'égalité de points entre deux ou plusieurs de clubs en fin de championnat, le classement se fait à la différence de buts. L'équipe possédant le plus de points à la fin de la compétition est proclamée championne. En fin de saison, les deux derniers du championnat sont relégués en Segunda División et remplacés par les deux premiers de ce championnat. Le match de barrage disputé, entre le douzième de première division face au troisième de deuxième division est supprimé.

## Équipes participantes
Cette saison de championnat se déroule à 14 équipes. Le Gimnàstic de Tarragona fait ses débuts en Primera División.
| \| A. Bilbao Séville CF Real Oviedo Atlético Madrid Real Madrid CF Barcelone Espanyol Valence CF Celta Vigo Real Gijón CD Alcoyano CE Sabadell Real Sociedad Gimnàstic Tarragona \| Localisation des clubs engagés dans le championnat. |
| A. Bilbao Séville CF Real Oviedo Atlético Madrid Real Madrid CF Barcelone Espanyol Valence CF Celta Vigo Real Gijón CD Alcoyano CE Sabadell Real Sociedad Gimnàstic Tarragona                                                           |

| Clubs                   | Ville           | Stade                         |
| ----------------------- | --------------- | ----------------------------- |
| Club Deportivo Alcoyano | Alcoy           | El Collao                     |
| Atlético Bilbao         | Bilbao          | San Mamés                     |
| Atlético Madrid         | Madrid          | Metropolitano                 |
| CF Barcelone            | Barcelone       | Las Corts                     |
| Celta Vigo              | Vigo            | Balaidos                      |
| Espanyol Barcelone      | Barcelone       | Sarriá                        |
| Real Sporting de Gijón  | Gijón           | El Molinón                    |
| Gimnàstic de Tarragona  | Tarragone       | Avenida de Cataluña           |
| Real Oviedo             | Oviedo          | Buenavista                    |
| Real Madrid             | Madrid          | Metropolitano Nuevo Chamartín |
| Real Sociedad           | Saint-Sébastien | Atocha                        |
| CE Sabadell             | Sabadell        | Cruz Alta                     |
| Séville CF              | Séville         | Nervión                       |
| Valence CF              | Valence         | Mestalla                      |

Le Real Madrid inaugure en cours de saison le nouveau stade de Chamartín.

## Classement
| Rang | Équipe                  | Pts | J  | G  | N | P  | Bp | Bc | Diff |
| ---- | ----------------------- | --- | -- | -- | - | -- | -- | -- | ---- |
| 1    | CF Barcelone            | 37  | 26 | 15 | 7 | 4  | 65 | 31 | +34  |
| 2    | Valence CFT             | 34  | 26 | 15 | 4 | 7  | 59 | 34 | +25  |
| 3    | Atlético Madrid         | 33  | 26 | 13 | 7 | 6  | 73 | 45 | +28  |
| 4    | Celta Vigo              | 31  | 26 | 14 | 3 | 9  | 59 | 48 | +11  |
| 5    | Séville CFC             | 29  | 26 | 12 | 5 | 9  | 50 | 40 | +10  |
| 6    | Atlético Bilbao         | 28  | 26 | 12 | 4 | 10 | 56 | 44 | +12  |
| 7    | Gimnastic de TarragonaP | 24  | 26 | 10 | 4 | 12 | 49 | 55 | -6   |
| 8    | Espanyol Barcelone      | 24  | 26 | 9  | 6 | 11 | 39 | 47 | -8   |
| 9    | Real Oviedo             | 23  | 26 | 9  | 5 | 12 | 49 | 57 | -8   |
| 10   | CD AlcoyanoP            | 22  | 26 | 9  | 4 | 13 | 40 | 52 | -12  |
| 11   | Real Madrid             | 21  | 26 | 7  | 7 | 12 | 41 | 56 | -15  |
| 12   | CE Sabadell             | 21  | 26 | 9  | 3 | 14 | 41 | 62 | -21  |
| 13   | Real SociedadP          | 19  | 26 | 8  | 3 | 15 | 38 | 56 | -18  |
| 14   | Real Sporting de Gijón  | 18  | 26 | 7  | 4 | 15 | 37 | 69 | -32  |

- Champion
- Relégation en Segunda División

## Bilan de la saison
| Championnat d'Espagne de football 1947-1948 |                         |
| Champion                                    | CF Barcelone (3e titre) |
| Dauphin                                     | Valence CF              |
| Coupes et trophées                          |                         |
| Vainqueur de la Coupe d'Espagne 1947-1948   | Séville CF              |
| Vainqueur Coupe Eva Duarte                  | Real Madrid             |
| Promotions et relégations                   |                         |
| Promus en Primera División                  | Real Valladolid         |
| Promus en Primera División                  | Deportivo La Corogne    |
| Relégués en Segunda División                | Real Sociedad           |
| Relégués en Segunda División                | Real Sporting de Gijón  |